# U-345
Unterseeboot 345 foi um submarino alemão do Tipo VIIC, pertencente a Kriegsmarine que atuou durante a Segunda Guerra Mundial.

## Comandantes
| Comandante            | Data                                       |
| --------------------- | ------------------------------------------ |
| Oblt. Ulrich Knackfuß | 4 de maio de 1943 - 23 de dezembro de 1943 |

## Subordinação
Durante o seu tempo de serviço, esteve subordinado às seguintes flotilhas:
| Período                                    | Flotilha                                |
| ------------------------------------------ | --------------------------------------- |
| 4 de maio de 1943 - 23 de dezembro de 1943 | 8. Unterseebootsflottille (treinamento) |